# Paul-Gerhardt-Kirche (Kiel)

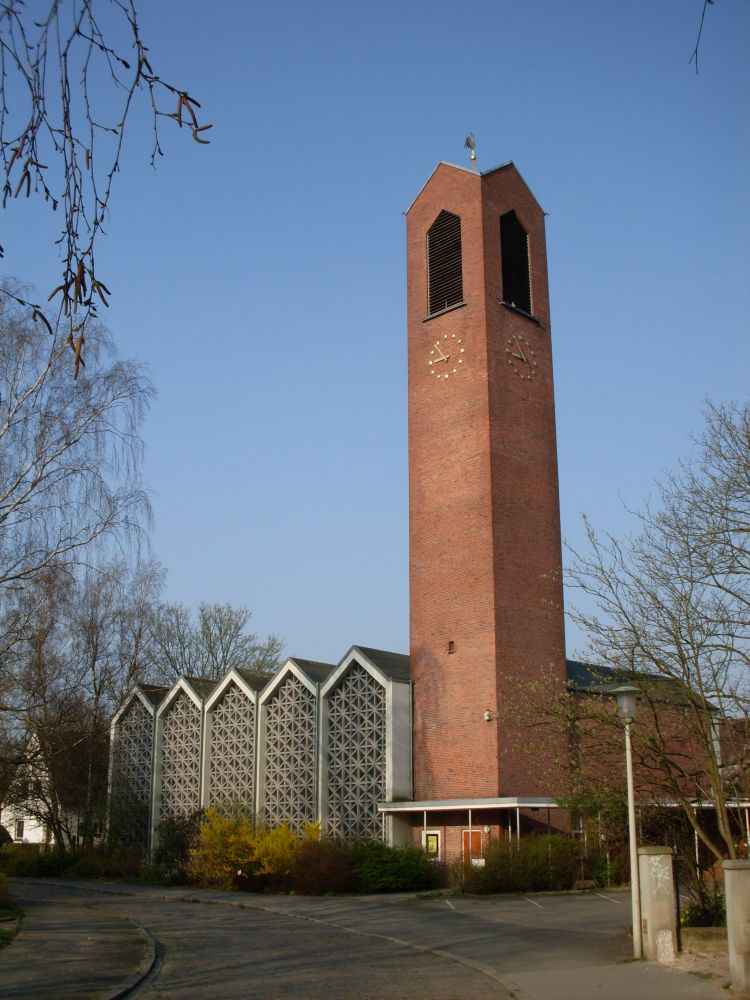
Paul-Gerhardt-Kirche am Ivensring

Die Paul-Gerhardt-Kirche in Kiel-Neumühlen-Dietrichsdorf ist ein evangelisches Gotteshaus, welches 1959 eingeweiht wurde.

## Geschichte
Die Kirchengemeinde Neumühlen-Dietrichsdorf wurde 1915 eigenständig. Es wurde ein Kirchensaal eingerichtet, der 1945 durch Bomben zerstört wurde. Es gab aber auch schon Bestrebungen, eine Kirche zu bauen.
1953 wurde ein Kirchenbauverein mit über 400 Mitgliedern gegründet. Diese kauften nach zähen Verhandlungen am 21. Dezember 1956 das Grundstück am Ivensring. Die Architekten Bolz/Detlefsen bekamen den Auftrag für ihren ersten Kirchenbau. Das Gebäude erinnerte viele eher an ein Industriegebäude als an ein Gotteshaus. Nach der Grundsteinlegung am 3. Juli 1958 wurde die Kirche am 1. März 1959 geweiht. Im Zuge der Bauarbeiten wurde auch der Name der Kirche und damit der Kirchengemeinde festgelegt.
1959 erhielt die Kirche drei Bronzeglocken mit den Schlagtönen e' g' und a'. Die Glocken sind auf die Anfangstöne des kirchlichen Chorals Te Deum laudamus gestimmt.

## Crucifixus
Das Kreuz ist ein Entwurf von Jan Koblasa und wurde Ostern 1983 aufgehängt, der teilweise sehr umstritten ist. Der Kontakt bestand schon vorher durch Kunstprojekte in der Kirche, am 8. Januar 1981 ist vom Künstler die Idee aufgekommen, ein Kreuz für die außer der 114 Betonkreuzen sehr kahlen Altarwand zu erstellen.
Es handelt sich um ein Antoniuskreuz (T-förmig) aus Eichenholz mit einem Korpus aus Ahornholz. Der Korpus hat keine Arme und einen nur angedeuteten Kopf mit zwölf Nägeln.
Das Holz ist von Hein Dahlinger gespendet worden, der mit seiner Holzfirma in Dietrichsdorf ansässig war.

## Pastoren
In der Zeit von 1975 bis 1982 gab es in der Gemeinde bis zu vier Pfarrstellen. Zurzeit (2024) gibt es 1,25 Stellen.
| 1915–1933 | Pastor Dr. Schulz                         | 1975–1984 | Pastor Helmut Disselbeck        |
| 1933–1935 | Paul Gerhard Johanssen                    | 1975–1986 | Pastor Siegfried Munz           |
| 1935–1946 | Pastor Kurt Schulz                        | 1982–1992 | Pastorin Gitta Wolters          |
| 1946–1966 | Pastor Alfred Kluge                       | 1982–2002 | Pastor Reinhardt Wolters        |
| 1951–1961 | Pastor Egon Bellmann                      | 1984–2006 | Pastorin Margit Vesper-Grewe    |
| 1961–1962 | Pastor Wilhelm Lüneburg                   | 1987–1991 | Pastor Uwe Hagge im Hilfsdienst |
| 1962–1964 | Hilfsprediger Gottfried Christopher Hesse | 1992–2009 | Pastorin Susanne Hartmann       |
| 1964–1968 | Pastor Herbert Lerdon                     | 1993–1996 | Pastor Helgo Jacobs             |
| 1964–1966 | Hilfspredigerin Ursula Millies            | 2002–2004 | Pastor Ulrich Ranck             |
| 1967–1968 | Hilfsprediger Jochen Hinz                 | 2007–2011 | Pastor Markus Schneider         |
| 1967–1971 | Pastor Hans-Heinrich Gottfroh             | 2010–2014 | Pastorin Christine Halisch      |
| 1968–1974 | Pastor Eckhard Braun                      | 2012–2024 | Pastorin Regina Nitz            |
| 1968–1981 | Pastor Helge Adolphsen                    | 2014–2017 | Pastor Daniel Kuhl              |
| 1970–1975 | Pastorin Maren Brückner                   | 2018–2024 | Pastor Niels-Peter Mahler       |
| 1973–1980 | Pastor Gero Ziegler                       | 2024–     | Pastorin Kira Schall            |

## Kirchenchor
Der Klang & Fun-Chor unter der Leitung von Heino Pietschmann ist über die Grenzen von Kiel bekannt. Der Chor besteht aus über 160 Mitgliedern aus allen Generationen. Das Repertoire besteht neben einigen Gospels und klassischen Chorstücken zum großen Teil aus deutschsprachigem Rock bis Pop, wobei viel selbst komponiert und getextet ist. Neben der Untermalung der Gottesdienste gibt der Chor auch Konzerte oder führt Musicals auf.

## Nebengebäude
Zu der Kirche gehören ein Gemeinderaum, Kindergarten und Pastorat.
In den Gemeinderäumen finden viele Aktivitäten statt. Diese waren in der Zeit von 1974 bis 2004 hauptsächlich im „Haus der Begegnung“ in der Johannisburger Straße angesiedelt. Viele Angebote richten sich an Senioren, so gibt es beispielsweise Gedächtnistraining, Gesprächsgruppen, Computerkurse, Dia-Vorträge und Seniorentanz Es treffen sich dort aber auch der Chor oder die Theatergruppe „Die Brillanten Dilettanten“.
Daneben befindet sich die evangelische Kindertagesstätte „Noahs Arche“. Dieser bietet über 60 Plätze mit christlicher Orientierung an.

## Bildmotiv
Eine Darstellung der Paul-Gerhardt-Kirche wurde als Motiv auf dem Kieler Weihnachtsbecher 2010 verwendet.